# Andrzej Mazur (entomolog)
Andrzej Mazur (ur. 11 sierpnia 1967 w Strzelinie) – polski entomolog, doktor inżynier.

## Życiorys
W 1992 ukończył studia na Akademii Rolniczej w Poznaniu, w 2000 obronił na uczelni doktorat.
Prowadzi badania nad entomologią leśną oraz faunistyką i morfologią Staphylinidae i Scolytinae. Zgromadził bogatą kolekcję tych owadów, opublikował 15 oryginalnych prac naukowych głównie z zakresu faunistyki Staphylinidae oraz jedną książkę (jako współautor) Korniki. Praktyczny przewodnik dla leśników.
Jest członkiem Polskiego Towarzystwa Entomologicznego.